# Quartier-Morin
Quartier-Morin (Haïtiaans-Creools: Katye Moren) is een stad en gemeente in Haïti met 27.500 inwoners. De plaats ligt 8 km ten zuidoosten van de stad Cap-Haïtien. De gemeente maakt deel uit van het arrondissement Cap-Haïtien in het departement Nord.
Er wordt suikerriet, fruit, cacao en tabak verbouwd. Ook wordt er vee gehouden. Verder is er een destilleerderij voor etherische olie.

## Indeling
De gemeente bestaat uit de volgende sections communales:
| Nr. | Naam         | Km²   | Inw.2015 |
| --- | ------------ | ----- | -------- |
| 1   | Basse Plaine | 27,02 | 13.402   |
| 2   | Morne Pelé   | 33,34 | 13.957   |